# 陳千武
陳千武（1922年5月1日—2012年4月30日），本名陳武雄，另一筆名桓夫，是臺灣南投縣名間鄉的詩人、小說家，為笠詩社發起人。曾任台灣筆會會長、臺中市立文化中心主任。詩人杜國清是其內弟。

## 生平
1922年生於名間庄弓鞋。幼年就讀皮子寮公學校（今名崗國小），後來轉到南投小學校。1935年4月考入臺中一中（五年制）。五年級時因反對皇民化運動下改日本姓政策，並警告同學不可改姓，而遭監禁月餘。因此在1941年3月畢業時，操行成績被打丁等，不得升學，於是進入台灣製麻會社擔任監工。1942年被迫徵召為「臺灣志願兵」，1943年9月被派往東南亞，到過東帝汶、爪哇。1945年日本投降後，受英軍約束於雅加達、新加坡的集中營。
1946年7月回到臺灣，12月考入臺中縣大甲林區管理處（八仙山林場），擔任人事工作。
1964年6月，與白萩、杜國清、趙天儀、林亨泰、王羨陽、詹冰、錦連、 吳瀛濤、黃荷生、古貝、薛柏谷等12人創辦成立笠詩社，曾主編《笠詩刊》。1967年11月當選「中國新詩學會」理事。1973年2月調任臺中市政府庶務股長。1976年10月協助臺中創立市立文化中心，12月擔任文化中心主任。1978年4月獲臺灣文藝作家協會頒發文化獎。1980年4月獲頒「洪醒夫小說獎」。1985年1月獲中華文化復興委員會頒發銀盤獎；4月以短篇小說作品〈求生的慾望〉獲得「洪醒夫小說獎」。同年，因新建臺中市立文化中心落成，原中心改為博物館「文英館」，改任文英館館長。
1987年6月1日自公務退休，專事寫作。1989年2月任台灣筆會第二任會長。1992年4月獲國家文藝獎第一屆翻譯成就獎。1994年4月獲日本翻譯協會頒給創作特別功勞獎。1997年5月獲台中市政府頒發大墩文學貢獻獎。1999年5月獲台灣文藝作家協會頒給「亞洲詩人文學功勞獎」。2000年8月4日在臺南「鹽分地帶文藝營」，獲陳水扁總統頒發「資深台灣文學家成就獎」。2002年9月20日月獲（新制）國家文藝獎第六屆文學類獎項，在台北西門町紅樓接受總統頒獎。
2012年4月30日，陳千武病逝於台中市三民路家中，享耆壽90歲。

## 創作概略
詩作富有強烈的歷史意識和現實批判精神。一九六○年代即開始創作大量的政治諷諭詩。作為笠詩社的創辦人，他一直致力於《笠詩刊》的風格走向與經營，同時也成為建構與奠定台灣新詩史的重要人物之一。詩作發表於《藍星》、《創世紀》、《笠》等詩刊。代表作有：詩集《密林詩抄》（1963）、《野鹿》（1969）、小說集《獵女犯》（1984）等。
陳千武曾以台籍日本兵的身份參與太平洋戰爭。1967年起，以此經驗陸續創作一系列短篇小說。1976年的〈獵女犯〉為帶有自傳性質的作品，故事背景為台籍日本兵林逸平在日軍佔領下的帝汶島，解送印尼慰安婦賴莎琳，不單描寫戰場的殘酷，更見證了殖民地人民身為俘虜的悲劇性，藉以表達對時代、生命的深沉控訴。1984年，陳千武以〈獵女犯〉為首的短篇小說集結出版成《獵女犯：台灣特別志願兵的回憶》。1999年，改版為《活著回來：日治時期臺灣特別志願兵的回憶》。

### 分期
其創作可分為四期：
- 日治時期與太平洋戰爭（1935～1945）：文學啟蒙、創作期。
- 沈澱時期（1945～1958）：跨語時期。
- 中文創作時期（1958～1990）：以中文發表新詩、小說，創作高峰期。
- 創作、整理、譯作時期（1990～2012）：參與譯作《張文環全集》、《林修二詩文集》、《西川滿小說集2》等。

## 作品[4][9]

### 詩集

#### 日文
- 《彷徨的草笛》，自費出版，1940年。
- 《花的詩集》，自費出版，1941年。
- 《若櫻》，1943年。與賴襄欽合著

#### 中文
- 《密林詩抄》，現代文學出版社，1963年。
- 《不眠的眼》，笠詩社，1965年。
- 《剖伊詩稿－伊影集》，笠詩社，1974年。
- 《媽祖的纏足》，臺中：笠詩社，1974年。
- 《美麗島詩集》，笠詩社，1979年。
- 《安全島》，笠詩社，1986年。
- 《愛的書籤詩畫集》，笠詩社，1988年。
- 《寫詩有什麼用》，笠詩社，1990年。
- 《月出的風景》，北京 : 人民文學出版社，1993年。
- 《禱告──詩與族譜》，笠詩社，1993年。

### 短篇小說
- 〈遺像〉，1976年。刊於《台灣文藝》第50期。
- 〈獵女犯〉，1976年。刊於《台灣文藝》第52、53期。
  - 小說集：《獵女犯：台灣特別志願兵的回憶》，臺中市：熱點文化事業，1984年。
  - 改編：《活著回來：日治時期臺灣特別志願兵的回憶》，臺中市 : 晨星出版 ; 臺北市 : 知己總經銷，1999年。
  - 日文版：保坂登志子譯，《猟女犯：元台湾特別志願兵の追想》，京都市 : 洛西書院，2002年。
- 〈求生的慾望〉，1984年。刊於《文學界》。
- 〈殖民地的孩子〉，1985年。刊於《自立晚報》副刊

### 報刊
- 《明台報》（日報）：陳千武主編，自1946年6月18日到6月24日，發行於新加坡集中營，共五期。陳千武於2010年參加國立臺灣文學館舉辦之「《明台報》及陳千武文學座談會」，並捐贈《明台報》五期及太平洋戰爭相關史料。 [10]
- 《笠詩刊》（雙月刊）
- 《詩展望》（月刊）：自費油印詩刊，作為《笠詩刊》的輔助刊物。自1965年9月發行至1968年2月止，共28期。

### 翻譯作品
- 《日本現代詩選》，笠詩社，1965年。
- 村野四郎著，《現代詩的探求》，田園出版社，1969年。
- 村野四郎著，《體操詩集》，笠詩社，1970年。
- 《醜女日記》，學人文化，1980年。
- 《散步之歌》，臺北市：圓神出版，1986年。與陳明台合譯。
- 芥川龍之介著，《海市蜃樓》，臺北市：圓神出版，1987年。
- 芥川龍之介著，《化妝》，臺北市：圓神出版，1987年。
- 水蔭萍著，《燃燒的臉頰》，1988年。（譯者自製中日對照剪貼影印本）
- 三浦綾子著，《舊約聖經的光與愛》，派色文化，1994年。
- 西川滿著，《西川滿小說集》，1997年。與葉石濤合譯。
- 張文環、張冬芳、岬たん、西川滿、平井克朗等人翻譯小說集《憂鬱的詩人》，2000年。
- 林修二著，《林修二集》，臺南縣：臺南縣政府文化局，2000年。
- 何德來著，《我的路：何德來詩歌集》，國立歷史博物館，2001年。
- 小海永二著，《夢的岸邊》，笠詩社，2001年。
- 張文環著，陳萬益主編，《張文環全集》，臺中縣：臺中縣文化局，2002年。

### 編譯
- 《台湾現代詩集》，熊本市：もぐら書房，1979年。與北原政吉合編。
- 《亞洲現代詩集》(第一至六集）。
- 《八八亞洲詩會論文集》，笠詩社，1988年。
- 《続‧台湾現代詩集》，熊本市：もぐら書房，1989年。與北原政吉合編。

### 評論
- 《現代詩淺說》，
- 《台灣新詩論集》，春暉出版
- 《詩文學散論》，臺中市：臺中市立文化中心，

### 兒童文學
- 主編由臺中市立文化中心出版的《小學生詩集》（一至四集）。
- 與保坂登志子合編譯童詩集《海流》、《海流 II》、《海流 III》。
- 臺灣原住民族相關：《台灣原住民的母語傳說》、《擦拭的旅行─檳榔大王遷徙記》、《謎樣的歷史－台灣平埔族傳說》
- 臺灣民間故事相灣：《台灣民間史話》、《台灣民間故事》

### 選集
- 陳千武編，《陳千武集》，臺北市：前衛出版，1991年。
- 秋吉久紀夫編譯，《陳千武詩集─現代中國の詩人》，東京：土曜美術出版社。1993年。
- 陳千武編，《陳千武精選詩集》，桂冠出版社，2001年。
- 陳明台編，《陳千武詩全集》，臺中市：臺中市立文化中心，2003年。12冊。
- 陳千武編，《文學人生散文集》，臺中市：臺中市立文化中心，2007年。
- 莫渝編，《陳千武集》，臺南市：國立台灣文學館，2008年。

## 家族[4]
- 父：陳福來
- 母：吳甘
- 弟：陳文雄。曾被控告「思想有問題」，入冤獄二年。
- 妻：許貞子。1947年結婚。
  - 長子：陳明台
  - 次子：陳明尹
  - 長女：陳佳斐

## 外部連結
- 國家圖書館-當代文學史料系統
- 吳三連臺灣史料基金會
- 國家文藝基金會[永久]
- 南投縣政府文學資料館 （页面存档备份，存于）
- 東華大學詩路網站 （页面存档备份，存于）